# Tony Yayo
Tony Yayo (született Marvin Bernard, 1978. március 31., New York) amerikai hiphop előadó, a G-Unit tagja.

## Életrajza
1998-ban 50 Centtel és Lloyd Banksszel megalapították a G-Unit nevű hiphop csapatot. Nagy sikerű demó CD-ket készítettek.
Később amikor fel akarta venni az első stúdióalbumát, letartóztatták illegális fegyverviselésért, amiért több hónapot ült. Az első G-Unit album megjelenésekor börtönben volt. Az albumon többször is megemlítik, hogy Free Yayo, ezzel is mutatva hogy kitartanak mellette és várják a társai. Miután szabadult elkészítette az első stúdióalbumát a Thoughts of a Predicate Felont, ami 2005. augusztus 30-án jelent meg.

### Stúdióalbumai
| Album információ |
| --- |
| Thoughts of a Predicate Felon - Megjelenés: 2005. augusztus 30. - Toplista helyezés: #2 U.S. - U.S. eladás: 700,000+ - RIAA helyezés: arany - Kislemezek: "So Seductive ", "Curious", "Pimpin", "I Know You Don't Love Me" |

### Kislemezek
| Év   | Cím                                                                   | Toplista helyezés | Toplista helyezés | Toplista helyezés | Toplista helyezés  | Album                         |
| Év   | Cím                                                                   | US Hot 100        | US R&B/Hip-Hop    | US Rap            | Brit kislemezlista | Album                         |
| 2005 | "So Seductive" (feat. 50 Cent)                                        | #12               | #7                | #5                | #28                | Thoughts of a Predicate Felon |
| 2005 | "Curious" (feat. Joe)                                                 | #27               | #12               | #8                | -                  | Thoughts of a Predicate Felon |
| 2005 | "Pimpin'"                                                             | #34               | #13               | #10               | -                  | Thoughts of a Predicate Felon |
| 2005 | "I Know You Don't Love Me" (feat. 50 Cent, Young Buck, & Lloyd Banks) | #45               | #18               | #17               | -                  | Thoughts of a Predicate Felon |

- Thisis50.com/profile/TonyYayo
- G-Unit.hu
- G-Unit.lap.hu